# Vitamín E
Vitamín E je souhrnné pojmenování přírodních chemických látek (patří sem tokoferoly a tokotrienoly), derivátů 6-hydroxychromanu nebo tokolu. Patří mezi vitamíny rozpustné v tucích a v organismu slouží jako důležitý antioxidant, chrání buněčné membrány před poškozením volnými radikály.

## Chemická struktura
| tokoferol   | chemický název       |
| ----------- | -------------------- |
| α-tokoferol | 5,7,8-trimethyltokol |
| β-tokoferol | 5,8-dimethyltokol    |
| γ-tokoferol | 7,8-dimethyltokol    |
| δ-tokoferol | 8-methyltokol        |

Existují čtyři tokoferoly a čtyři tokotrienoly, které mají biologickou aktivitu. Všechny jsou tvořené chromanovým kruhem a hydrofobním fytylovým vedlejším řetězcem, který zapříčiňuje nerozpustnost ve vodě a naopak dobrou rozpustnost v tucích. Tokoferoly proto snadno pronikají do buněčných membrán a stávají se jejich součástí.
U tokoferolů lze navíc rozlišovat 8 stereoizomerů (3 chirální uhlíky) a u tokotrienolů 2 stereoizomery (1 chirální uhlík).
Na chromanovém kruhu je připojena jedna hydroxylová skupina, která je dárcem vodíkových atomů a podmiňuje antioxidační účinek látky, a methylové skupiny, jejichž různý počet určuje konkrétní tokoferol. Nejvíce rozšířen je RRR-α-tokoferol (starším názvem d-α-tokoferol), který má také největší antioxidační aktivitu.

## Vitamín E v potravě
Je obsažen v oleji z pšeničných klíčků, slunečnicových semínkách, mandlích, lískových oříšcích, másle, mléce, burských oříšcích, sóji, salátu a v mase savců. Potřeba vitamínu E se zvyšuje při zvýšeném příjmu nenasycených tuků nebo zvýšeném vystavení se kyslíku (kyslíkové stany apod.). Poruchy vstřebávání tuků ze střeva mohou vést k příznakům nedostatku tokoferolu, protože vitamín se vstřebává jen společně s tuky.
| kategorie    | věk (roky) | α-tokoferol (mg) |
| ------------ | ---------- | ---------------- |
| Kojenci      | 0,0–0,5    | 3                |
| Kojenci      | 0,5–1,0    | 4                |
| Děti         | 1–3        | 6                |
| Děti         | 4–6        | 7                |
| Děti         | 7–10       | 7                |
| Muži         | 11–14      | 10               |
| Muži         | 15–18      | 10               |
| Muži         | 19–24      | 10               |
| Muži         | 25–50      | 10               |
| Muži         | 50+        | 10               |
| Ženy         | 11–14      | 8                |
| Ženy         | 15–18      | 8                |
| Ženy         | 19–24      | 8                |
| Ženy         | 25–50      | 8                |
| Ženy         | 50+        | 8                |
| Těhotné ženy |            | 10               |
| Kojící ženy  |            | 12               |

Vitamín E se ničí během kuchyňské úpravy a při zpracování potravin, včetně zmrazení. V těle se ukládá do zásoby v tukové tkáni.

## Biologické působení
Vitamín E je nejdůležitější antioxidant v těle. Jako takový chrání buňky před oxidačním stresem a účinky volných radikálů, proto pomáhá zpomalovat stárnutí a prokazatelně působí i jako prevence proti nádorovému bujení. Údajně také zlepšuje hojení ran. Má také pozitivní účinky na tvorbu pohlavních buněk, zvyšuje plodnost a podporuje činnost nervového systému.
V organismu se stává součástí membrán, kde působí v první linii obrany proti peroxidaci polyenových kyselin biologických membrán. K peroxidaci nenasycené mastné kyseliny dochází po reakci s volným radikálem, který napadne dvojnou vazbu mastné kyseliny. Důležitou vlastností radikálových reakcí je to, že jsou řetězové – bez obranných mechanismů by brzy došlo k výraznému narušení membrány a narušení nebo ztrátě funkce, která by mohla vést k nevratnému poškození buňky nebo k jejímu zničení. Nejvíce se vyskytuje v membránách buněk, které jsou vystavené působení kyslíku, v dýchacím systému a také v membránách červených krvinek.
Protože tokoferoly mají schopnost darovat vodíkový atom, přenesením vodíku z fenolové skupiny na volný peroxiradikál zastavují radikálové řetězové reakce.
α-TocOH + ROO• → α-TocO• + ROOH
Vzniklý fenoxy-radikál může reagovat s vitamínem C, redukovaným glutathionem nebo koenzymem Q. Může také reagovat s dalším volným peroxilovým radikálem, v této reakci ale dochází k nevratné oxidaci tokoferolu a vzniklý produkt je vyloučen žlučí.
Kromě svého antioxidačního působení tokoferoly podobně jako cholesterol stabilizují membránové struktury, ovlivňují propustnost membrány pro malé molekuly a působí jako inhibitory proteinkinasy C.

### Projevy nedostatku
Nedostatek vitamínu E je často spojen s poruchami vstřebávání nebo distribuce tuků, jako je chronická steatorea, abetalipoproteinemie nebo cystická fibróza, nebo u pacientů po resekci střeva. Může se projevit jako neurologické potíže, snížení obranyschopnosti nebo poruchou funkce gonád, což může vést až k neplodnosti. Zvláště u novorozenců může nedostatek vyvolat anémii způsobenou zkrácením životnosti červených krvinek.

### Předávkování
V porovnání s jinými vitamíny rozpustnými v tucích je tokoferol relativně málo toxický. Dlouhodobé užívání vysokých dávek zhoršuje vstřebávání vitamínu K se všemi důsledky.